# ماهاووکی نورد
ماهاووکی نورد (به لاتین: Mahavoky Nord) یک منطقهٔ مسکونی در ماداگاسکار است که در مننجری واقع شده‌است. ماهاووکی نورد ۶٬۰۰۰ نفر جمعیت دارد و ۴۰ متر بالاتر از سطح دریا واقع شده‌است.